# 和田村 (長野県小県郡)
和田村（わだむら）は、長野県中東部に位置する小県郡にあった村。

## 概要
その昔は中山道で和田峠越え前の宿場として栄えた。昭和40年代の最盛期には村人口が7,000人を超えたが、平成に入ると過疎化が進み人口は3,000人を下回った。国道142号沿いに、和田宿のドライブスルーが整備されている。和田峠山麓から湧き出る水は名水として知られ、全国各地からその水を飲みに訪れる観光客が絶えない。

## 地理

### 隣接していた自治体
- 松本市
- 諏訪市
- 小県郡：長門町、武石村
- 諏訪郡：下諏訪町

## 歴史
- 和田峠付近は黒曜石の産地として縄文時代より利用されていた。

### 沿革
- 1506年（永正3年）信濃国小県郡和田村が成立したという記録が残っている。
- 1871年（明治4年）11月　廃藩置県により長野県小県郡和田村となる。
- 1879年（明治12年）1月14日　小県郡制施行により和田村発足。
- 1889年（明治22年）4月1日　市町村制施行に及んでも合併を行わずに発足。
- 2005年（平成17年）10月1日　小県郡長門町と合併し小県郡長和町発足。これにより499年に及ぶ歴史に幕を閉じた。

## 経済

### 産業
農業
『大日本篤農家名鑑』によれば和田村の篤農家は「長井新一、龍野文一、手島砂、瀧澤義重、佐藤惣助、佐藤巳之作、小林幸次郎、樽澤喜康治、長井直衛、長井次郎」などがいた。

## 教育
- 和田中学校
- 和田小学校

## 交通

### 道路
国道
- 国道142号
  - 新和田トンネル有料道路

県道
- 長野県道67号松本和田線
- 長野県道155号男女倉長門線
- 長野県道178号美ヶ原和田線
- 長野県道194号霧ヶ峰東餅屋線（ビーナスライン）
- 長野県道460号美ヶ原公園東餅屋線（ビーナスライン）

## 名所・旧跡・観光
- 美ヶ原高原
- 中山道 和田宿、和田峠、宮下家
- 夜の池

## 出身・ゆかりのある人物
- 羽田武嗣郎（衆議院議員） - 羽田孜（元首相）の父。